# Portuguesa (bang)
Portuguesa (tiếng Tây Ban Nha: Portuguesa, đọc là Poóc-tu-ghê-sa) là một bang tại miền tây Venezuela. Thủ phủ của bang là thành phố Guanare. Portuguesa có diện tích 15.200 km² với dân số hiện nay khoảng hơn 1 triệu người, đứng thứ 12 cả nước. Bang Portuguesa tiếp giáp với bang Lara về phía bắc, giáp với bang Cojedes về phía đông, giáp với bang Barinas về phía nam và giáp với bang Trujillo về phía tây.

## Tên gọi
Trong tiếng Tây Ban Nha, Portuguesa có nghĩa là người phụ nữ Bồ Đào Nha. Bang được đặt theo tên con sông Portuguesa chảy qua vùng đất này. Theo một số truyền thuyết, trong một chuyến thám hiểm của người châu Âu tới Venezuela có một nữ quý tộc trẻ người Bồ Đào Nha không may chết đuối trong một dòng sông ở đây. Cái tên Portuguesa được đặt cho dòng sông đó để tưởng nhớ cô.

## Lịch sử
Mãi cho tới giữa thế kỉ 20, Portuguesa vẫn là một vùng đất tương đối biệt lập với các phần còn lại của đất nước.

## Phân cấp hành chính
Bang Portuguesa được chia thành 14 khu tự quản.

## Nhân khẩu
Theo thống kê nhân khẩu năm 2011 của Venezuela, cơ cấu chủng tộc của cư dân Portuguesa như sau:
| Chủng tộc      | %    |
| -------------- | ---- |
| Người lai      | 58,4 |
| Người da trắng | 37,0 |
| Người da đen   | 3,5  |
| Chủng tộc khác | 1,1  |

## Chính trị
Thống đốc bang hiện nay của Portuguesa là ông Reinaldo Castañeda, thuộc Đảng Xã hội Chủ nghĩa Thống nhất Venezuela.

## Kinh tế
Nông nghiệp là hoạt động kinh tế chính tại bang Portuguesa, bao gồm cả trồng trọt và chăn nuôi. Gần đây, khai thác dầu mỏ và du lịch là những ngành đang phát triển mạnh.